# Campionato Potiguar 2015
Il Campionato Potiguar 2015 è stata la 95ª edizione del Campionato Potiguar.

## Squadre partecipanti
| Squadra        | Città       |
| -------------- | ----------- |
| ABC            | Natal       |
| Alecrim        | Natal       |
| América-RN     | Natal       |
| Baraúnas       | Mossoró     |
| Corintians     | Caicó       |
| Força e Luz-RN | Natal       |
| Globo          | Ceará-Mirim |
| Palmeira       | Goianinha   |
| Potiguar       | Mossoró     |
| Santa Cruz-RN  | Santa Cruz  |

## Prima fase (Copa Cidade de Natal)
|  | Pos. | Squadra        | Pt | G | V | N | P | GF | GS | DR  |
|  | ---- | -------------- | -- | - | - | - | - | -- | -- | --- |
|  | 1.   | América-RN     | 23 | 9 | 7 | 2 | 0 | 22 | 2  | +20 |
|  | 2.   | ABC            | 19 | 9 | 5 | 4 | 0 | 17 | 6  | +11 |
|  | 3.   | Alecrim        | 18 | 9 | 6 | 0 | 3 | 12 | 11 | +1  |
|  | 4.   | Globo          | 16 | 9 | 5 | 1 | 3 | 20 | 11 | +9  |
|  | 5.   | Potiguar       | 16 | 9 | 5 | 1 | 3 | 16 | 11 | +5  |
|  | 6.   | Baraúnas       | 13 | 9 | 4 | 1 | 4 | 9  | 8  | +1  |
|  | 7.   | Santa Cruz-RN  | 10 | 9 | 3 | 1 | 5 | 12 | 19 | -7  |
|  | 8.   | Palmeira       | 7  | 9 | 2 | 1 | 6 | 9  | 21 | -12 |
|  | 9.   | Força e Luz-RN | 3  | 9 | 1 | 0 | 8 | 6  | 21 | -15 |
|  | 10.  | Corintians     | 3  | 9 | 0 | 3 | 6 | 7  | 20 | -13 |

Legenda:

      Vincitore della Copa Cidade de Natal, qualificato per la Coppa del Brasile 2016 e per la Copa do Nordeste 2016
      Ammesse ai play-out

### Scontro salvezza
| Squadra 1      | Totale | Squadra 2  | Andata | Ritorno |
| -------------- | ------ | ---------- | ------ | ------- |
| Força e Luz-RN | 1 - 2  | Corintians | 1-0    | 0-2     |

Força e Luz retrocesso in Segunda Divisão.

## Seconda fase (Copa RN)
|  | Pos. | Squadra       | Pt | G | V | N | P | GF | GS | DR  |
|  | ---- | ------------- | -- | - | - | - | - | -- | -- | --- |
|  | 1.   | ABC           | 21 | 7 | 7 | 0 | 0 | 17 | 1  | +16 |
|  | 2.   | América-RN    | 14 | 7 | 4 | 2 | 1 | 15 | 9  | +6  |
|  | 3.   | Globo         | 12 | 7 | 3 | 3 | 1 | 12 | 6  | +6  |
|  | 4.   | Santa Cruz-RN | 10 | 7 | 3 | 1 | 3 | 8  | 12 | -4  |
|  | 5.   | Alecrim       | 7  | 7 | 2 | 1 | 4 | 9  | 12 | -3  |
|  | 6.   | Palmeira      | 7  | 7 | 2 | 1 | 4 | 7  | 16 | -9  |
|  | 7.   | Baraúnas      | 6  | 7 | 2 | 0 | 5 | 9  | 12 | -3  |
|  | 8.   | Potiguar      | 3  | 7 | 1 | 0 | 6 | 8  | 17 | -9  |

Legenda:

      Vincitore della Copa RN, qualificato per la Coppa del Brasile 2016 e per la Copa do Nordeste 2016

## Finale del campionato
| Squadra 1  | Totale | Squadra 2 | Andata | Ritorno |
| ---------- | ------ | --------- | ------ | ------- |
| América-RN | 2 - 1  | ABC       | 1-1    | 1-0     |

## Classifica finale
|  | Pos. | Squadra        | Pt | G  | V  | N | P  | GF | GS | DR  |
|  | ---- | -------------- | -- | -- | -- | - | -- | -- | -- | --- |
|  | 1.   | América-RN     | 41 | 18 | 12 | 5 | 1  | 39 | 12 | +27 |
|  | 2.   | ABC            | 41 | 18 | 12 | 5 | 1  | 35 | 9  | +26 |
|  | 3.   | Globo          | 28 | 16 | 8  | 4 | 4  | 32 | 17 | +15 |
|  | 4.   | Alecrim        | 25 | 16 | 8  | 1 | 7  | 21 | 23 | -2  |
|  | 5.   | Santa Cruz-RN  | 20 | 16 | 6  | 2 | 8  | 20 | 31 | -11 |
|  | 6.   | Baraúnas       | 19 | 16 | 6  | 1 | 9  | 18 | 20 | -2  |
|  | 7.   | Potiguar       | 19 | 16 | 6  | 1 | 9  | 24 | 28 | -4  |
|  | 8.   | Palmeira       | 14 | 16 | 4  | 2 | 10 | 16 | 37 | -21 |
|  | 9.   | Corintians     | 6  | 11 | 1  | 3 | 7  | 9  | 21 | -12 |
|  | 10.  | Força e Luz-RN | 6  | 11 | 2  | 0 | 9  | 7  | 23 | -16 |

Verdetti
- América-RN qualificato per la Coppa del Brasile 2016 e per la Copa do Nordeste 2016
- ABC qualificato per la Coppa del Brasile 2016 e per la Copa do Nordeste 2016
- Globo qualificato per il Campeonato Brasileiro Série D 2015 e per la Coppa del Brasile 2016
- Força e Luz retrocesso in Segunda Divisão